# Tryplet Cooke’a

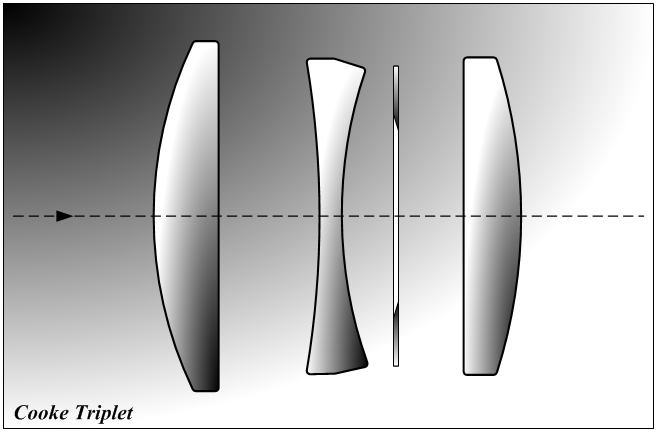

Tryplet Cooke’a – trzysoczewkowy obiektyw fotograficzny, najprostszy będący anastygmatem, czyli obiektywem o skorygowanej aberracji astygmatyzmu.

## Historia i konstrukcja
Tryplet Cooke’a został skonstruowany i opatentowany w 1893 r. przez Dennisa Taylora z zakładów optycznych Cooke of York. Był to pierwszy obiektyw, który w znacznym stopniu eliminował aberracje astygmatyzmu i chromatyczną. Wcześniej (około 1875 r.) taki układ optyczny był stosowany w konstrukcjach stosowanych w astronomii.
Tryplet Cooka składa się z rozpraszającej soczewki z flintu umieszczonej pomiędzy dwiema soczewkami skupiającymi wykonanymi z kronu. W swoim czasie obiektyw ten był dużym osiągnięciem w konstrukcji układów optycznych i rozwiązanie to kopiowało wielu producentów optyki. Co prawda niedługo pojawiły się lepsze konstrukcje, ale praktycznie przez cały XX wiek był on używany w aparatach fotograficznych niższej klasy. Trójsoczewkowy układ optyczny znalazł też popularność w innych zastosowaniach: lornetkach, obiektywach projekcyjnych czy astronomicznych.
Dużą popularność osiągnęły bardziej złożone tryplety, składające się z trzech grup soczewek (skupiająca – rozpraszająca – skupiająca), z których każda może mieć budowę złożoną z kilku klejonych soczewek.

## Inni producenci
Trójsoczewkowymi trypletami były polskie obiektywy Emitar i Euktar stosowane w powiększalnikach oraz lustrzankach dwuobiektywowych Start oraz projekcyjne i powiększalnikowe Matlar i Mikar.
Obiektywy o takiej konstrukcji były również produkowane między innymi pod nazwami Apotar i Igestar Agfy, Aristoplan, Trioplan i Domiplan Meyera, Cassar Steinheila, Anastigmat Kodaka, Voightar Voigtländera, Novar, Nettar, Triplett i Triotar Zeissa oraz T produkcji ZSRR (stosowany w aparatach Smiena i innych należących do klasy popularnej).